# Pedro de Ahones
Pedro de Ahones (? – Burbáguena, 1226) fue un caballero aragonés del linaje de los Ahones.  
Fue servidor del rey Pedro II de Aragón y defensor de su hijo Jaime I de Aragón durante la minoría de edad de este. Posteriormente participó en las revueltas nobiliarias contra Jaime I de Aragón y fue muerto por los caballeros del rey durante una discusión con el rey. Su muerte originó la tercera revuelta nobiliaria contra Jaime I de Aragón.

## Orígenes familiares
Sus orígenes son desconocidos, y Jerónimo Zurita indica que fue criado en la corte del rey Pedro II de Aragón.  
Conjuntamente con su hermano, el obispo Sancho de Ahones y el también caballero Pelegrín de Ahones, dominaban el Sobrarbe, Bolea y Loarre, que le había sido empeñado por el rey Pedro II de Aragón; asimismo, también tenía Tauste, cedido por Jaime I de Aragón.

## Biografía
Servidor del rey Pedro II de Aragón, la acompañó a la batalla de Las Navas de Tolosa. Tras la muerte del rey en la batalla de Muret, fue uno de los elegidos como embajador en Roma para pedir al papa Inocencio III la restitución del infante Jaime (el futuro rey Jaime I de Aragón), que entonces se encontraba en manos del conde Simón IV de Montfort.
En 1216 fue designado consejero de la Procuraduría y en 1217 participó en la conjura de Monzón para sacar al infante Jaime del castillo de Monzón. El 1218 fue nombrado consejero real de Jaime I y designado Mayordomo del Reino de Aragón sucediendo a su hermano Pelegrín de Ahones. Continuó sirviendo fielmente al rey durante la primera revuelta nobiliaria así como en la guerra entre Guillem de Montcada y Nuño Sánchez. Pero en 1224, durante la segunda revuelta nobiliaria traicionó la fidelidad al rey y se pasó al bando de los opositores. Terminada la segunda revuelta y liberado el rey, el año 1225 fue uno de los nobles que le acompañó al asedio de Peñíscola. El sitio no fue exitoso, pero el rey firmó una tregua con los sarracenos que garantizaba la paz pero que al mismo tiempo impedía cualquier expansión territorial hacia el sur.
En 1226, Pero de Ahones tuvo la intención de desacatar la orden del rey de respetar la tregua, pero el rey la interceptó antes de que iniciara la expedición. En medio de una fuerte discusión, acabó por batirse cuerpo a cuerpo con el rey, que la intimó a rendirse; pero pudo escapar y los caballeros del rey iniciaron una persecución, lo alcanzaron e hirieron mortalmente. Mientras lo trasladaban a Burbáguena para curar las heridas, murió. Su muerte a manos del rey fue la causa que desencadenó la tercera revuelta nobiliaria contra Jaime I de Aragón.

## Enterramiento
Tras su muerte se dice que fue enterrado en Daroca, aunque su lugar de enterramiento a día de hoy es desconocido y se tienen registros de varios enterramientos de la familia Ahones en la ya desaparecida Iglesia de Comendadores de San Juan de Jerusalén de Huesca, pudiendo haber estado enterrado ahí.